# Mirimire
Mirimire est le chef-lieu de la municipalité de San Francisco dans l'État de Falcón au Venezuela.